# Ikinari Dagon
Дагон в Травяных Землях (яп. いきなりダゴン Икинари Дагон) — японский аниме-сериал, выпущенный студией Nippon Animation, транслировался по телеканалу TV Asahi с 9 апреля по 25 июня 1988 года. Всего было выпущено 25 серий аниме. 
Сериал транслировался на территории Польши. Хотя сериал и создан по мотивам британской сказки «Приключения Дагона», сюжет и дизайн персонажей был значительно изменён.

## Сюжет
История разворачивается вокруг Дагона, маленького инопланетянина, совершающего аварийную посадку на Землю, где он неожиданно попадает в царство насекомых. 
Пришелец спасает пчелу-красавицу Мэрлин от свирепых жабы и ящерицы, от чего следившие за столкновением насекомые ликуют, однако Дагон не весел, ведь он начинает понимать, что маленькому миру могут угрожать и другие существа, такие, как люди, которые известны тем, что уничтожают леса и поля ради собственной выгоды. Дагон решается тратить все свои силы на то, чтобы бороться за благополучие царства насекомых, его нового дома.

## Роли озвучивали
- Кадзуэ Комия — Дагон
- Кэньити Огата — Фуроппи
- Кумико Такидзава — Маририн
- Масаси Эбара — Дзидзаму
- Мэгуми Хаясибара — Мэриру
- Мицуко Хориэ — Лилли
- Син Аомори — Годзи
- Синго Канэмото — Гарибарудзи
- Такая Хаси — Стрип
- Такэси Ватабэ — Гэппо
- Ёку Сиоя — Скиппер